# Ferdinand Bonaventura II. von Harrach

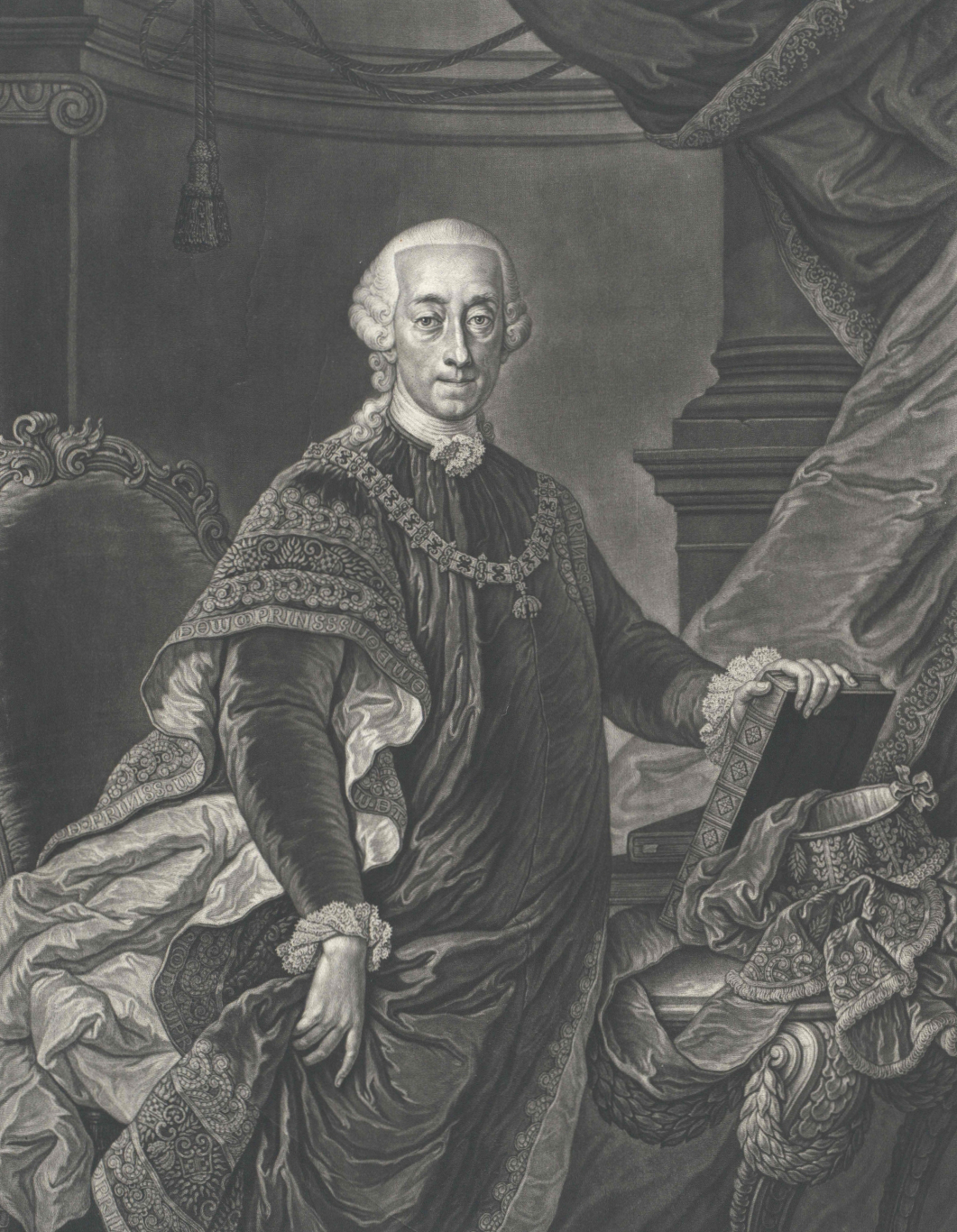
Ferdinand Bonaventura II. von Harrach zu Rohrau und Thannhausen

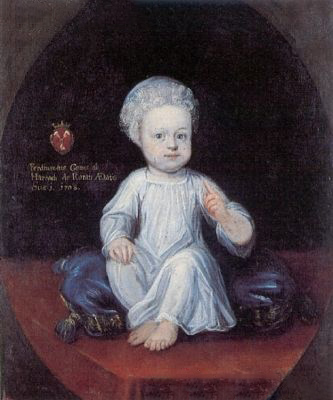
Kinderportrait von Ferdinand Bonaventura II.

Graf Ferdinand Bonaventura Anton von Harrach zu Rohrau und Thannhausen (* 11. April 1708; † 28. Jänner 1778 in Wien) war österreichischer Staatsmann, Diplomat, Ritter des Ordens vom Goldenen Vlies und Großindustrieller.

## Leben
Ferdinand Bonaventura (II.) Anton war der jüngste Sohn von Aloys Thomas Raymund Graf von Harrach und seiner zweiten Frau Anna Cäcilia von Thannhausen. 
Er trat in den Staatsdienst und wurde bald österreichischer Hofrat und wirklicher geheimer Rat. Im Oktober 1744 wurde er als kaiserlicher Commissär zur Salzburger Erzbischofswahl abgeordnet. Von 1745 bis 1750 war er Landmarschall von Niederösterreich. Im Oktober 1746 sandte ihn Maria Theresia als bevollmächtigten Minister zum Kongress von Breda. Im August 1747 wurde Graf Harrach zum Generalstatthalter der Lombardei ernannt. Er bewältigte diese schwierige Aufgabe und kehrte 1750 nach Wien zurück, ein Grund war wohl auch der Tod seines ältesten Bruders Friedrich August von Harrach-Rohrau 1749. Ferdinand Bonaventura war Ritter des goldenen Vließes, Staatsconferenz-Minister, oberster Justizpräsident und seit Jänner 1751 Reichs-Hofratspräsident.
Ferdinand Bonaventura Graf von Harrach ist im Jahr 1717 der Gründer der ersten Leinenwarenfabrik in Mähren und österreichisch Schlesien auf seinem Gut Janowitz (Bezirk Römerstadt), veranlasste durch Lokatoren den Zuzug von Webern aus Nordböhmen und Sachsen. Dies brachte die Gründung zahlreicher Ortschaften, darunter Rosendorf (1746) und Harrachsdorf (1760). Er ließ Spinnschulen einrichten, den Flachsanbau intensivieren und erreichte einen wirtschaftlichen Aufschwung auch in den umliegenden Grundherrschaften durch die Gründung von Eisenhämmern und Drahtziehereien.

## Familie
Die erste Ehe mit Marie Elisabeth (* 18. Jänner 1718; † 8. Jänner 1737), einer Tochter des Vicekönigs in Neapel, Graf Johann Wenzel von Gallas, im Oktober 1733 blieb kinderlos. 1740 heiratete er seine Nichte Maria Rosa von Harrach (* 20. August 1721; † 29. August 1785), die älteste Tochter von Friedrich August. Aus dieser Ehe gingen zwei Töchter hervor, die ältere Marie Eleonora (* 12. Juni 1757) starb früh, Maria Rosa Aloysia (* 25. November 1758; † 31. März 1814) heiratete 1777 den kaiserlichen Reichshofrat Fürst Joseph Ernst Kinsky von Wchinitz und Tettau (* 12. Jänner 1751; † 11. August 1798).